# Prieto Diaz
Prieto Diaz is een gemeente in de Filipijnse provincie Sorsogon in het zuidoosten van het eiland Luzon. Bij de laatste census in 2007 had de gemeente bijna 20 duizend inwoners.

## Geografie

### Bestuurlijke indeling
Prieto Diaz is onderverdeeld in de volgende 23 barangays:
| - Brillante - Bulawan - Calao - Carayat - Diamante - Gogon - Lupi - Maningcay De Oro - Manlabong - Perlas - Quidolog - Rizal | - San Antonio - San Fernando - San Isidro - San Juan - San Rafael - San Ramon - Santa Lourdes - Santo Domingo - Talisayan - Tupaz - Ulag |

## Demografie
Prieto Diaz had bij de census van 2007 een inwoneraantal van 19.762 mensen. Dit zijn 837 mensen (4,4%) meer dan bij de vorige census van 2000. De gemiddelde jaarlijkse groei komt daarmee uit op 0,60%, hetgeen lager is dan het landelijk jaarlijks gemiddelde over deze periode (2,04%). Vergeleken met de census van 1995 is het aantal mensen met 1.656 (9,1%) toegenomen.

De bevolkingsdichtheid van Prieto Diaz was ten tijde van de laatste census, met 19.762 inwoners op 49,07 km², 402,7 mensen per km².